# Voloshinovella
Voloshinovella es un género de foraminífero bentónico de la subfamilia Pernerininae, de la familia Ataxophragmiidae, de la superfamilia Ataxophragmioidea, del suborden Ataxophragmiina y del orden Loftusiida. Su especie tipo es Lituola aquisgranensis. Su rango cronoestratigráfico abarca el Campaniense (Cretácico superior).

## Discusión
Clasificaciones previas incluían Voloshinovella en el suborden Textulariina del orden Textulariida o en el orden Lituolida.

## Clasificación
Voloshinovella incluye a las siguientes especies:
- Voloshinovella aquisgranensis †
- Voloshinovella conica †
- Voloshinovella kelleri †
- Voloshinovella laffittei †

En Voloshinovella se ha considerado el siguiente subgénero:
- Voloshinovella (Ataxoorbignyna), aceptado como género Ataxoorbignyna